# Pierre Luu
Pour les articles homonymes, voir Luu.
Pierre Luu, né en 1966 à Marseille, est un sculpteur et créateur de fontaines français.

## Œuvres
Pierre Luu crée des fontaines, des sculptures, et des installations artistiques qui abordent la question de la place de l’homme dans l’écologie. Il a gagné une reconnaissance mondiale avec son installation ‘Marelle d’Eau’ au Festival international des jardins de Chaumont-sur-Loire en 2006,. Ensuite, il a été sélectionné pour créer les sculptures du Jardin des Traces qui fait hommage à l'ancien haut fourneau classé monument historique à Uckange,. Il a aussi créé des sculptures d’eau pour le campus universitaire Luminy d’Aix-Marseille Université,.
Pierre Luu a été sélectionné pour créer une scénographie interactive pour l'Aquarium de La Réunion. Il a travaillé avec Michel Corajoud sur la Place de la Mairie de Troyes. Pour le parvis de la cité administrative d’Istres, Pierre Luu a travaillé sur des jeux d’eau et des canaux qui s’entremêlent avec une trame de lignes végétales traversée par une diagonale de colonnes de Daniel Buren.
Ses sculptures éoliennes et aquatiques sont installées en permanence dans plus de 20 communes en France. Ses travaux font partie des anthologies sur l'art d'eau publié en Chine, Japon, France, et les États-Unis.

#### Livres
- Creative Gardens de Fa Guo et Yi Xi Wen, Liaoning Science and Technology Press, 2006, anglais/chinois, pages 58–59 (Marelle d’eau) et 262-263 (Tourbilon’air)
- Conte, Raconte, Éditions Asppa, 2008, (projet scolaire à Ventabren)
- Jardins écologiques, Ecology, source of creation de Sophie Barbaux, Éditions ICI Interface, 2008, anglais/français, pages 160-163.
- Urban Landscape Furniture de Elaine Chou, Hi-Design International Publishing, Hong Kong, 2012, anglais/français, pages 34–35, 59, 194, 314
- Micro Méga de  Christophe Daujean et al. (livre scolaire, Physique – Chimie programme), Hatier, Paris, 2017, page 20

#### Magazines
- Architecture à vivre, Hors-série, juin 2006  (Marelle d’eau, Festival international des jardins de Chaumont sur Loire)
- "Aufeminin" (Canada), juillet 2006
- "Der Garten Bau" (Suisse), août 2006
- "Le Journal de la maison", septembre 2006
- "Art actuel", juillet 2006
- Maison et Décors, juillet 2011 (Le jardin des noria, La Roque d’Anthéron)
- Découverte, janvier/février 2009,  (scénographie sur l’eau)